# Polygrammodes ectangulalis
Polygrammodes ectangulalis là một loài bướm đêm trong họ Crambidae.